# Edward Beltrán
Edward Alexander Beltrán Suárez, nacido el 18 de enero de 1990 en Boyacá, es un ciclista colombiano. En 2019 corría para el equipo colombiano de categoría continental,  Team Medellín. Ese año recibiría una suspensión tras obtener un positivo por EPO.

## Palmarés
2008
- Subcampeón vuelta del porvenir
- Campeón de la montaña vuelta del porvenir

2009
- 4 puesto vuelta de la juventud
- campeón de la montaña vuelta de la juventud

2010
- Subcampeón vuelta de la juventud
- Campeón de la montaña vuelta de la juventud
- subcampeón Biogiro di Italia
- Campeón de la montaña Biogiro di Italia

2011
- 1 etapa de la Clásica Internacional de Tulcán

2013
- 1 etapa del Clásico RCN
- Vuelta al Mundo Maya, más 2 etapas

2016
- 1 etapa de la Clásica de Anapoima

2018
- 1 etapa del Clásico RCN

## Equipos
- Boyacá Raza de Campeones (2009)
- EPM-UNE (2010-2013)
- Nankang-Fondriest (2014)
- Tinkoff-Saxo (2014-2015)
- EPM-UNE (2016)
- Inteja-MMR (2017)
- EPM (2018)
- Medellín (2019-)